# Dyschezie
Unter Dyschezie (altgriechisch δύς dys-, deutsch ‚schlecht‘ und χέζειν chezein, deutsch ‚Kot absetzen‘) versteht man Schwierigkeiten bei der Stuhlentleerung (Defäkation). Obwohl Stuhldrang gespürt wird, kann der Stuhl nicht auf normale Weise ausgeschieden werden. Dieses Unvermögen beruht auf einer Koordinationsstörung der Analschließmuskeln einerseits und der Beckenbodenmuskulatur andererseits.

## Ursache
Eine Dyschezie kann bei einem Rektumprolaps auftreten. Ebenfalls kommen als Ursachen in Betracht: häufige Unterdrückung des Entleerungsreflexes, häufige Einläufe, Morbus Hirschsprung, entzündete Hämorrhoiden, das Reizdarmsyndrom und Analfissuren. Die Dyschezie kann auch ein Zeichen für eine Endometriose sein.

## Krankheitsentstehung
Normalerweise wird bei der Defäkation der Druck im Enddarm erhöht und gleichzeitig erschlafft der äußere Schließmuskel des Afters (Musculus sphincter ani externus). Bei einer Verminderung der rektalen Kontraktion oder bei einer Erhöhung des Tonus des Schließmuskels (Analsphinkter) kann dieser Prozess gestört werden.
Bei der rektovaginalen Endometriose kann es zu einer Rektumstenose kommen. Dies ist eine der schwerwiegendsten Komplikationen der Endometriose. Es kann hierbei zu einer Infiltration der Serosa und der Muscularis des Rektums kommen. Die Mukosa des Rektums wird in der Regel nicht befallen. Der fibrotische Umbau der Endometrioseherde führt dann zu Stenosen.

## Häufigkeit
Die Häufigkeit der Dyschezie bei den verschiedenen ursächlichen Erkrankungen ist nicht bekannt.

## Klinische Erscheinungen
Angegeben werden meist von den Patienten Schmerzen beim Stuhlgang, wechselnde Konsistenz des Stuhls (Diarrhoe und Obstipation), Blähungen, Spasmen, Tenesmen (schmerzhafter Stuhldrang) und Übelkeit. Bei Zyklusabhängigkeit der Symptome, kann von einer Endometriose zwischen Scheide (Vagina) und Enddarm (Rektum) ausgegangen werden.

## Untersuchungsmethoden
Eine Untersuchung des Beckens sowie des Rektums können eine Hypertonie der Beckenmuskulatur und der Analmuskulatur zeigen.
Eine Rektozele oder Enterozele können vorliegen, sie sind allerdings nicht unbedingt von ursächlicher Bedeutung. Bei lange bestehenden Symptomen kann ein Rektumprolaps vorliegen. Eine spezielle Röntgenuntersuchung, die Defäkationsproktographie, kann für die Diagnosestellung hilfreich sein. Zur weiteren Diagnostik bietet sich die anorektale Manometrie und Ballonexpulsion an.

## Behandlung
Eine Behandlung sollte sich an der jeweiligen Ursache orientieren. Die Therapie mit Abführmitteln ist nicht befriedigend. Mittels Biofeedback kann das Beschwerdebild gebessert werden. Bei ausgedehnter rekto-vaginaler Endometriose sollte eine Operation in Betracht gezogen werden.